# Gimnur orellut
El gimnur orellut (Hylomys megalotis) és un petit eulipotifle que viu a Laos. Aquest gimnur es caracteritza per les seves llargues orelles, que li donen el nom; i pel seu crani, també particularment llarg.
El 2014, Bànnikova et al. proposaren traslladar-lo al seu propi gènere, Otohylomys, i la seva pròpia tribu, Otohylomyini. Tanmateix, aquesta classificació no ha estat acceptada ni per la Unió Internacional per a la Conservació de la Natura (UICN) ni per altres autoritats.